# Fernando Rapallini
Fernando Andrés Rapalllini (* 28. dubna 1978, La Plata, Argentina) je argentinský fotbalový rozhodčí, který působí v argentinské Primera División. Rozhodčím FIFA je od roku 2014. Rapallini byl prvním jihoamerickým rozhodčím, který řídil Mistrovství Evropy, a to během EURA 2020. 19. května 2022 byl vybrán jako jeden z 36 rozhodčích, již budou pískat duely Mistrovství světa 2022 v Kataru.

## Kariéra
V roce 2011 začal Rapallini působit v argentinské Primera División.
Svůj první zápas jako rozhodčí odpískal 19. června 2011 mezi Godoy Cruz a All Boys. V roce 2014 byl zapsán na listinu rozhodčích FIFA. Svůj první mezinárodní zápas řídil 5. června 2015 mezi Chile a Salvadorem.
Rapallini rozhodoval řadu finálových zápasů ve své rodné Argentině, včetně Supercopa Argentina 2013 a 2018, finále argentinského poháru v roce 2017 a Trofeo de Campeones de la Superliga Argentina 2019. CONMEBOL ho vybral jako čtvrtého rozhodčího pro odvetu Recopy Sudamericana 2015 (jihoamerický superpohár, zápas mezi vítězem Pohár osvoboditelů a Copa Sudamericana) mezi argentinskými kluby San Lorenzo a River Plate. Stejně tak v roce 2020 pískal zápas mezi brazilským klubem Flamengo a ekvádorským Independiente del Valle, tentokrát už jako hlavní sudí. Působil také jako jeden z asistentů videorozhodčích pro finále Poháru osvoboditelů 2020 mezi brazilskými kluby Palmeiras a Santos.
Rapallini byl vybrán jako rozhodčí na Mistrovství Jižní Ameriky do 17 let 2015 v Paraguayi, na Mistrovství Jižní Ameriky do 17 let 2017 a Mistrovství Jižní Ameriky do 20 let 2019 (oba šampionáty se hrály v Chile). V březnu 2019 byl vybrán jako rozhodčí na Mistrovství světa ve fotbale do 20 let 2019 v Polsku a na Copa América 2019 v Brazílii.
V rámci výměnného programu rozhodčích mezi federacemi CONMEBOL a UEFA byl Rapallini 21. dubna 2021 vybrán jako rozhodčí na EURO 2020, které se konalo v červnu a červenci 2021 po celé Evropě. Bylo to poprvé, kdy byl jihoamerický rozhodčí vybrán jako rozhodčí na Mistrovství Evropy. Ve skupinové fázi byl rozhodčím utkání Ukrajina vs. Severní Makedonie (2:1), hraném 17. června 2021 na bukurešťském Národním stadionu, a také při střetnutí Chorvatsko vs. Skotsko (3:1), hraném 22. června 2021 v glasgowském Hampden Parku. Na poslední odpískaný zápas přijel opět do Rumunska, šlo o duel mezi Francií a Švýcarskem (3:3, 4:5 po pen.), jenž se odehrál 28. června 2021 .

## Soudcovaná utkaní na MS 2022
| Fáze               | Datum              | Tým 1  | Skóre | Tým 2      |         |   |
| ------------------ | ------------------ | ------ | ----- | ---------- | ------- | - |
| Základní skupina F | 23. listopadu 2022 | Maroko | 0 : 0 | Chorvatsko | 1 (1+0) | 0 |